# Museo de Gamla Upsala
El museo de Gamla Upsala (Gamla Uppsala Museum) es un museo histórico de Gamla Upsala, a las afueras de la actual Upsala, Suecia, que se centra en la era de Vendel y la época vikinga de la región.

## Historia
Gamla Upsala fue un centro religioso y cultural importante en las eras de Vendel, la vikinga y la medieval, aproximadamente ente el siglo V y el siglo XIII. Fue lugar del famoso templo de Upsala, las colinas reales (kungshögarna) y los principales campos de entierro.
El edificio del museo fue diseñado por el arquitecto Carl Nyrén. El museo, gestionado por la Riksantikvarieämbetet (administración del patrimonio nacional sueco), abrió sus puertas en 2000 y recibe alrededor de 30 000 visitas anualmente.

## Realidad virtual y aumentada
En 2019, el museo de Gamla Upsala lanzó una experiencia de realidad virtual que permite a los visitantes «pasear» por la Gamla Upsala del siglo VII sin moverse del museo, y participar virtualmente en actividades de la época. A tal fin se han creado puestos de realidad virtual (VR-stations) que se pueden reservar en la entrada en ciertos horarios, o previamente por Internet. En verano también se ofrecen tours de realidad virtual para grupos. De este modo, el visitante puede experimentar en primera persona situaciones como la entrada en la gran sala de Upsala en plena era vikinga, la subida a una colina real o el encendido de una pira funeraria.
Anteriormente, los visitantes ya disponían de una aplicación de realidad aumentada para sus aparatos móviles, que les proporcionaba una ventana al pasado, pudiendo explorar las inmediaciones del museo guiados por dicha aplicación.

## Imágenes

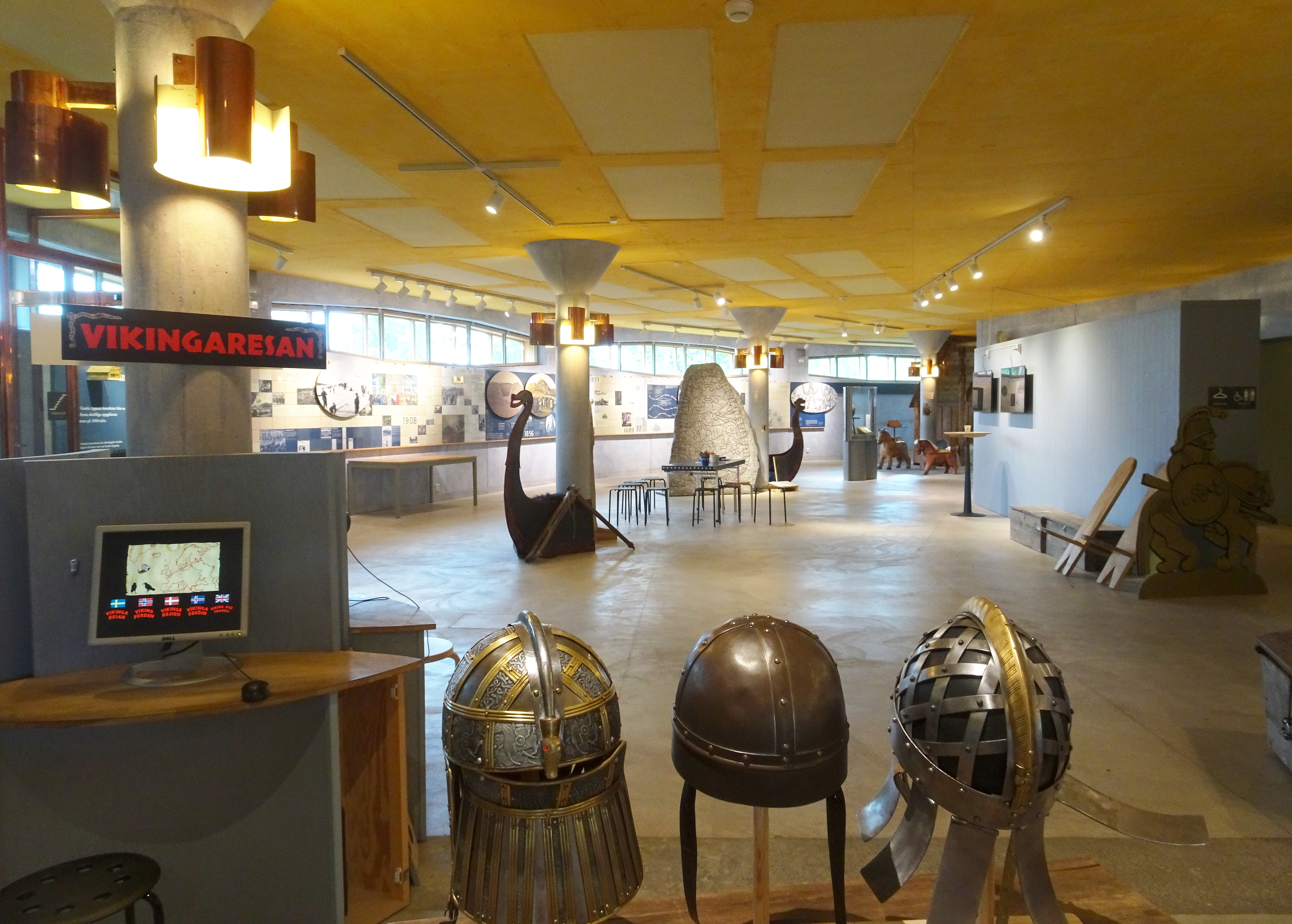
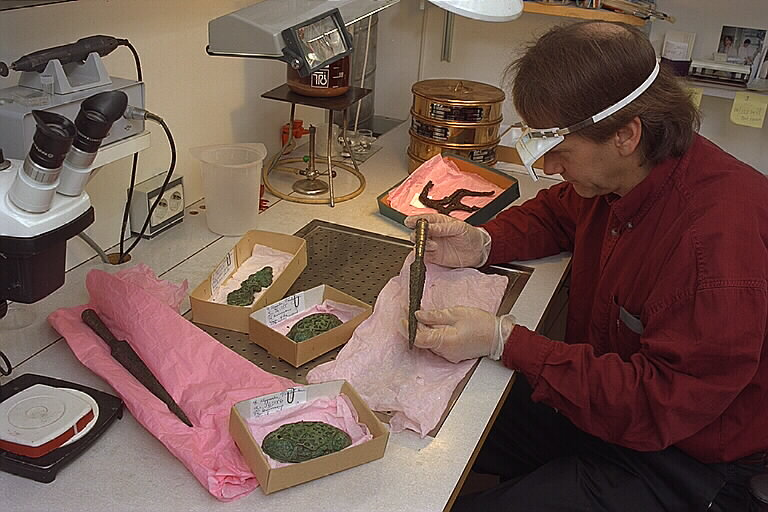
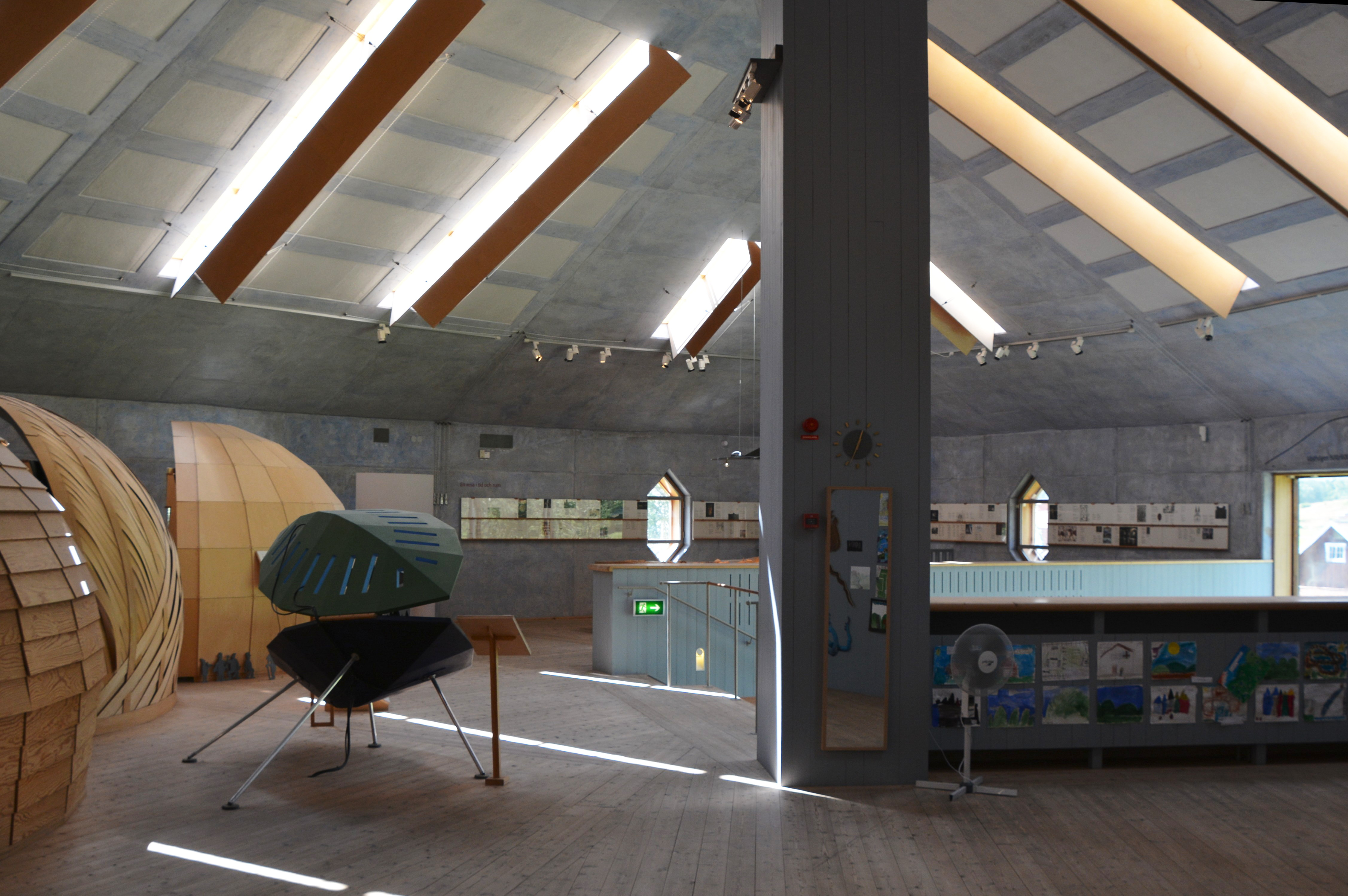
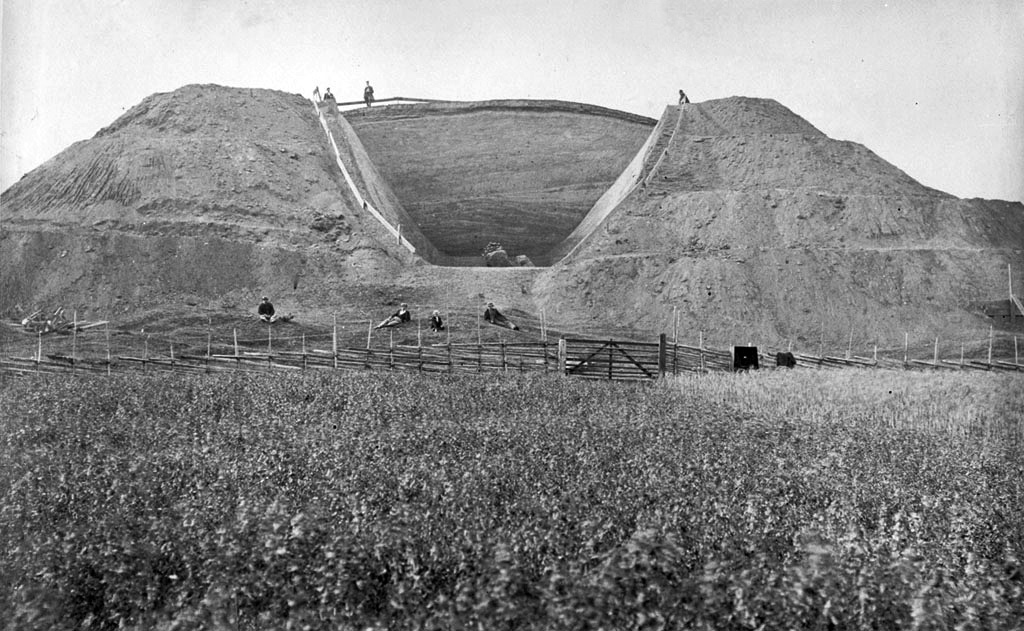